# Сарганис, Никос
Никос Сарганис (греч. Νίκος Σαργκάνης, 13 января 1954, Рафина — 8 декабря 2024, Афины) — греческий футболист, игравший на позиции вратаря.

## Клубная карьера
Родившийся в Рафине (однако его семья происходит из деревни Пападианика, Пелопоннес, где он получил почётную награду от деревни), Сарганис начал свою футбольную карьеру в качестве защитника в «Илисиакосе». Он перешел на позицию вратаря под руководством своего тренера Христоса Рибаса, который сам был способным вратарем 1930-х годов.
Сарганис перешёл в «Касторию» в 1977 году и играл там до конца сезона 1979/1980. Он был частью команды, которая потрясла греческий футбольный мир, выиграв Кубок Греции в 1980 году. После этого триумфа он перешел в «Олимпиакос», где играл с 1980 по 1985 года.
Затем Сарганис присоединился к главному сопернику «Олимпиакоса» — «Панатинаикосу», за который выступал в течение следующих пяти лет. 8 мая 1988 года Сарганис помог «Панатинаикосу» выиграть Кубок Греции в серии пенальти, отразив два пенальти от «Олимпиакоса» и забив один сам.
В 1990 году он продолжил свою карьеру в «Атинаикосе», где отыграл два сезона и завершил карьеру футболиста.
Сарганис был активным членом команды старых игроков «Олимпиакоса».

## Международная карьера
Дебют за сборную Греции состоялся 15 октября 1980 года в победном отборочном матче чемпионата мира 1982 против сборной Дании (1:0). Датская пресса дала ему прозвище Фантом, под которым он будет известен на протяжении всей своей оставшейся карьеры. Всего Сарганис провёл за сборную 58 матчей.

## Смерть
8 декабря 2024 года, в возрасте 70 лет, Сарганис умер от рака в Афинах.

## Достижения

### «Кастория»
- Обладатель Кубка Греции: 1979/80

### «Олимпиакос»
- Чемпион Греции (3): 1980/81, 1981/82, 1982/83
- Обладатель Кубка Греции: 1980/81

### «Панатинаикос»
- Чемпион Греции (2): 1985/86, 1989/90
- Обладатель Кубка Греции (3): 1985/86, 1987/88, 1988/89
- Обладатель Суперкубка Греции: 1988